# Estación de Coa
La Estación Ferroviaria de Coa, también conocida como Estación de Coa, es una antigua infraestructura de la Línea del Duero, que servía a la localidad de Vila Nova de Foz Côa, en el Distrito de Guarda, en Portugal.

## Características
La Estación se encuentra a unos 4 kilómetros de distancia de Vila Nova de Foz Côa, a cuyo ayuntamiento pertenece. Se encuentra abandonada, y en mal estado de conservación.

## Historia
El tramo entre Pocinho y Barca de Alba, en el cual esta estación se inserta, fue inaugurado  el 9 de  diciembre de 1887.
Este tramo de la Línea del Duero fue desactivado en 1988.
- Wikimedia Commons alberga una categoría multimedia sobre la Estación de Coa.